# 恰尔塔瓦尔
恰尔塔瓦尔（Charthaval），是印度北方邦Muzaffarnagar县的一个城镇。总人口19599（2001年）。

## 人口
该地2001年总人口19599人，其中男性10301人，女性9298人；0—6岁人口3670人，其中男1991人，女1679人；识字率50.69%，其中男性为58.74%，女性为41.77%。